# Erythrura viridifacies
El diamante de Luzón (Erythrura viridifacies) es una especie de ave paseriforme de la familia Estrildidae endémica del norte de Filipinas. Es autóctono de las islas de Luzón, Panay, Negros y Cebú.

## Descripción
El diamante de Luzón mide aproximadamente entre 12–13 cm de largo, incluida una cola apuntada y larga. Su plumaje es verde, salvo su cola que es de color rojo intenso y las primarias de sus alas que son negruzcas. El verde de sus partes inferiores es más claro. en la parte inferior de la cola. Las hembras son ligeramente menores y presentan el bajo vientre y la zona anal de color crema. Ambos sexos tienen un pico negro, robusto y puntiagudo. El diamante de Luzón emite sonidos cortos y agudos de tipo tsit tsit, parloteos y chirridos.

## Hábitat
Habita en las selvas húmedas tropicales (incluida zonas degradadas), el borde del bosque e incluso las sabanas, por encima de los 1,000 m de altitud, aunque ocasionalmente se encuentra en tierras bajas. Generalmente se encuentra junto a los bambús en flor o con semillas, que es su fuente de alimento.

## Amenazas y conservación
La principal amenaza para esta especie es la deforestación que le deja sin alimento (semillas de bambú). El tráfico de aves usadas para ser mascotas también afecta a su población ya que se captura gran número de diamantes de Luzón para ser exportados.
Esta especie se conserva principalmente en dos áreas protegidas, el parque natural del norte de Sierra Madre y el parque Bataan/bahía de Súbic. Sin embargo sus hábitos nómadas hace que su protección en estas zonas no sea completa. Se ha propuesto realizar investigaciones de la distribución de los bambúes de los que depende y evaluar su respuesta a la deforestación e intentar entender sus desplazamientos, para protegerlo y encontrar emplazamientos claves para apoyar a su población y la de bambúes.